# Малвик
Малвик (норв. Malvik) — коммуна в губернии Сёр-Трёнделаг в Норвегии. Административный центр коммуны — город Хоммельвик. Официальный язык коммуны — букмол. Население коммуны на 2007 год составляло 12 388 чел. Площадь коммуны Малвик — 168,55 км², код-идентификатор — 1663.

## История населения коммуны
Население коммуны за последние 60 лет.

Статистика коммуны Малвик